# Шепелевы
Ше́пелевы — старинный русский дворянский род...
Такую фамилию носил один древний русский дворянский род, относимый к потомкам Облагини и Ша́лого. При подаче документов (19 января 1687) для внесения этого рода в Бархатную книгу, была предоставлена родословная роспись Шепелевых.
Ветвь рода Шепелевых, ведущая начало от Григория Фёдоровича (конец XVII века), записана в VI часть родословной книги Орловской губернии. Другая ветвь рода также записан и в VI часть родословной книги Костромской губернии.
Есть ещё несколько дворянских родов Шепелевых, более позднего происхождения.

## Происхождение и история рода
По семейным преданиям, "муж честен"  именем Шель», прибыл «из немец из Свейского королевства в Польшу к королю Ольгерду» (1375), где крестился с именем Георгия и откуда вскоре перешёл на службу к великому князю московскому Дмитрию Иоанновичу Донскому (1376). Старший сын его Пётр Юрьевич прозывался Шепель, отчего уже сыновья последнего именовались «Шепелевыми». От второго сына Нестера пошли Нестеровы. От окольничего же Якова Ивановича Шепелева-Новосильца происходят Новосильцевы (Новосильцовы).

## Описание гербов

#### Герб Шепелевых 1785 г.
В Гербовнике Анисима Титовича Князева 1785 года имеется изображение печати с гербом коллежского асессора Дмитрия Михайловича Шепелева: щит разделён горизонтально на две части и верхняя часть разделена вертикально на две части. В правой, верхней части, в серебряном поле, золотой лев на четырёх ногах, с поднятым хвостом. В левой, верхней части, в золотом поле, серебряная шестиконечная звезда. В нижней половине, в серебряном поле, скачущий влево всадник на белом коне, в зелёном одеянии. Щит увенчан коронованным дворянским шлемом с открытым забралом и с шейным клейнодом. Нашлемник: выходящая в латах согнутая рука с мечом. Цветовая гамма намёта не определена.

#### Герб. Часть III. № 20.
Щит разделён горизонтально на две части, из коих в верхней в правом серебряном поле изображён стоящий на задних лапах лев натурального цвета, обращённый в левую сторону. Левая часть имеет два поля, верхнее чёрное с изображением золотой шестиугольной звезды; а нижнее голубого цвета. В нижней части в красном поле изображён воин, скачущий на белом коне в левую сторону с поднятым вверх мечом.
Щит увенчан обыкновенным дворянским шлемом с дворянской на нём короной, на поверхности которой видна рука с мечом. Щитодержатели: два льва, смотрящие в стороны, с загнутыми хвостами. Намёт на щите с правой стороны серебряный подложен голубым, с левой — красный, подложенный серебром. Герб рода Шепелевых внесён в Часть 3 Общего гербовника дворянских родов Всероссийской империи, стр. 20

## Известные представители

### Потомки Облагини
- Воин Иванович, мценский воевода, жалованный «за московское осадное сиденье» (1617—1618), вместе с его тремя братьями (Михаилом, Фёдором и Андреем), вотчинами написанными в Козельские писцовые книги;
- Григорий Васильевич Лыка, полковой воевода под Почепом; ему были даны жалованные грамоты; за его сыном Андреем Григорьевичем, умершим бездетным, были «написаны вотчины в Козельские писцовые книги»;
- Аггей Алексеевич, окольничий и думный генерал (умер 1688); его сын, думный боярин Илья Аггеевич женился на Марии Григорьевне Врасской, которой в приданое была дана деревня Барыбино, перешедшая потом к потомству её внучки графини Мавры Егоровны Шуваловой.
- Дмитрий Андреевич (умер 1759), генерал-аншеф и обер-гофмаршал, строитель Зимнего дворца при Елизавете Петровне; один его брат, Фёдор Андреевич, был бригадиром и смоленским вице-губернатором, назначен комендантом в Смоленск (1726)[4]; другой брат, Степан Андреевич — генерал-майор, командир Семёновского полка.
- Дмитрий Дмитриевич (1771—1841), горнозаводчик, владелец Выксунского завода, Сноведского завода, Верхне-Железницкого завода, генерал-лейтенант — был внуком ещё одного брата предыдущих, подполковника (1720) и воеводы Тулы Михаила Андреевича. У него был сын-горнозаводчик Иван Дмитриевич Шепелев (1814—1865) и братья — полковник Александр Дмитриевич, а также бригадир Иван Дмитриевич (ум. 1812), имевший двух сыновей-кавалергардов (полковник Николай Иванович и поручик Александр Иванович, убитый 13 марта 1814 года в сражении против наполеоновских войск при Фер-Шампенуазе) и двух дочерей (София была замужем за Н. И. Жуковым; Мария — за В. А. Сухово-Кобылиным).
- Василий Фёдорович (1768—1838), генерал-лейтенант, в 1812 году — командующий народным ополчением Калужской губернии; двоюродный брат Дмитрия Дмитриевича; его племянник, Иван Васильевич в 1907 году был избран депутатом Государственной Думы от Калужской губернии.
- Пётр Амплиевич (1737—1828), генерал-поручик, действительный тайный советник, сенатор[5]; как и его отец, Амплий Степанович (сын генерал-майора Степана Андреевича) был генерал-поручиком.

### Из других дворянских родов
- Николай Александрович (1840—1889) — прокурор киевской судебной палаты[6].
- Владимир Иванович (1840—1917), известный как иеромонах Алексий Голосеевский.
- Шепелев, Александр Иванович (1814—1872) — генерал от инфантерии, Георгиевский кавалер (1840).
  - Александр Александрович (1841—1887) — генерал-майор, директор канцелярии главноначальствующего гражданской частью на Кавказе, военный историк.
  - Николай Александрович (1842 — после 1905) — генерал-лейтенант, начальник штаба Омского военного округа.
- Александр Дмитриевич (1829 — после 1892) — генерал-лейтенант. Александр Дмитриевич Шепелев был последним представителем рода в своей ветви (не имел сыновей); в мае 1898 зятю его, полковнику Вороновичу, разрешено именоваться впредь с нисходящим потомством, Шепелевым-Вороновичем, с присвоением фамильного герба Шепелевых[7].